# Westwood (Los Ángeles)
Westwood es un distrito dentro de la ciudad de Los Ángeles en California (Estados Unidos). Se encuentra en la parte oeste de la ciudad y allí se pueden apreciar las bellas casas que se encuentran en la comunidad privada de Bel-Air. Westwood se encuentra al lado de Hollywood y Beverly Hills, por lo que se observa una fuerte presencia de personajes del espectáculo a lo largo de su historia, como por ejemplo la actriz Marilyn Monroe. En este distrito se encuentra una de las mejores universidades de California y del mundo, la UCLA.

## Educación
El Distrito Escolar Unificado de Los Ángeles gestiona las escuelas públicas.
- Escuela Primaria Fairburn Avenue
- Escuela Primaria Warner Avenue
- Escuela Media Ralph Waldo Emerson

La Escuela Preparatoria University en West Los Ángeles sirve a Westwood.

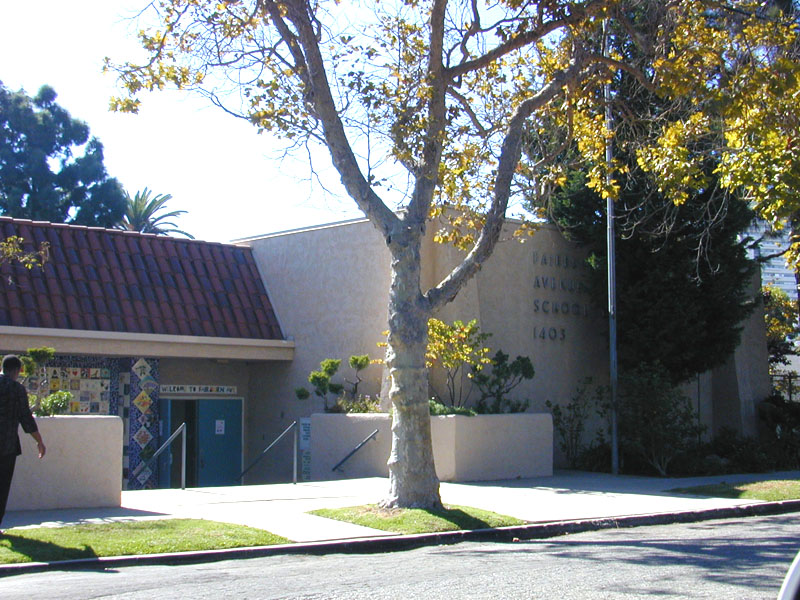
Escuela Primaria Fairburn Avenue
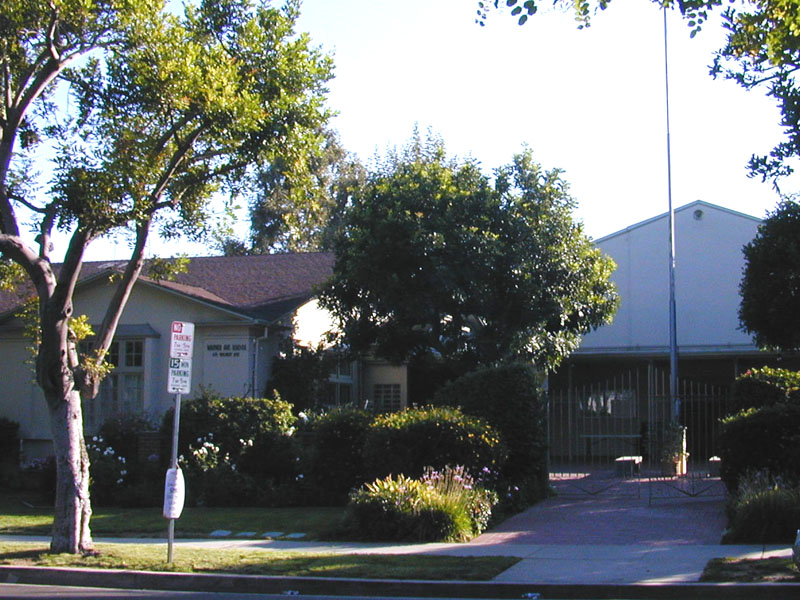
Escuela Primaria Warner Avenue
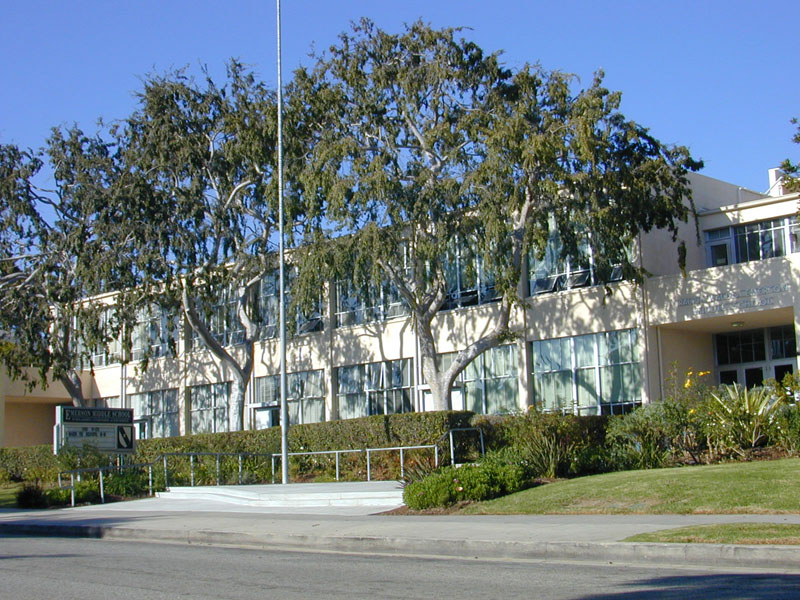
Escuela Media Emerson